# Święty Andrzej i święty Piotr
Święty Andrzej i Święty Piotr – dwa obrazy olejny hiszpańskiego malarza pochodzenia greckiego Dominikosa Theotokopulosa, znanego jako El Greco.
Dwa obrazy będące częścią zamówienia, jakie malarzowi zleciło Bractwo Matki Boskiej Różańcowej z Talavera la Vieja. Zamówienie obejmowało trzy obrazy; prócz tych dwóch będących uzupełnieniem do trzeciego, głównego obrazu ołtarzowego Koronacja Matki Boskiej oraz wykonanie do nich rzeźbionych ram. Za swoją pracę El Greco otrzymał niewielkie wynagrodzenie 300 dukatów. Podczas wojny domowej w Hiszpanii duża część ołtarza uległa zniszczeniu, ale płótna ocalały przechowane w domu parafialnym.

## Opis obrazów
Dwie figury świętych Piotra i Andrzeja należą do koncepcji pojedynczych figur wprowadzonych po raz pierwszy przez malarza przy ozdabianiu ołtarza w kościele Santo Domingo el Antigua. Wówczas, w 1579 roku, El Greco namalował podobizny czterech świętych Jana Chrzciciela, Jana Ewangelisty, św.Benedykta i Świętego Bernarda.
Postacie z Talavera La Vieja mają wydłużone proporcje i wypełniają prawie całe płótno przez co, pod względem formy, bardziej przypominają rzeźby lub płaskorzeźby. Inne elementy: kolor, gesty, ekspresja, rozmyte tło i rozwiana draperia mają cechy typowe dla obrazu. Postacie namalowane zostały w uproszczony sposób, ale każdy szczegół jest bardzo wyrazisty co jest dość wyjątkowe w pracach El Greco. Mimo iż zgodnie ze specyficznym poczuciem proporcji malarza figury są wydłużone ich kończyny, jak i głowa zachowują idealną proporcję bez śladu wydłużenia. W mistrzowski sposób El Greco wykorzystuje technikę cieniowania z nakładaniem na siebie wrażenia przezroczystości; krótkie, lekkie pociągnięcia pędzla tworzące brodę i włosy świętych.
Wizerunek Apostoła Piotra znajdował się po lewej stronie kaplicy a Andrzeja po prawej. Obaj zwróceni byli ku sobie; Piotr ma wyciągniętą przed siebie prawą rękę a lewą opuszczoną w dół, trzymającą w palcach klucze. Andrzej choć lekko odwrócony w przeciwną stronę głowę ma zwróconą ku Piotrowi. W obu rękach trzyma swój atrybut – krzyż na którym został ukrzyżowany głową w dół.